# Palacio Novella
Sakya Tashi Ling (en tibetano, ས་སྐྱ་བཀྲ་ཤིས་གླིང་) es un monasterio del linaje Sakyapa del budismo tibetano, que tiene su sede en el Palacio Novella (en catalán, Palau Novella), en el término municipal de Olivella (Barcelona), España. Enclavado en el Parque Natural del Garraf, a poco menos de 40 km de la ciudad de Barcelona, fue proyectado como colonia agrícola a finales del siglo xix, y luego pasó de mano en mano hasta que en 1996 fue adquirido por la comunidad budista establecida por el monje Jamyang Tashi Dorje Rinpoche. Es conocido popularmente como el Monasterio Budista del Garraf y se considera uno de los principales centros budistas de España.
Actualmente, el monasterio es el centro budista de referencia para alrededor de trescientos practicantes, de los cuales algunos son o han sido residentes en el propio edificio. Una visita guiada permite la exhibición del interior del inmueble, explicando tanto la historia del lugar como el enfoque budista de la comunidad.

## Historia

### Origen del edificio
El edificio es una masía agrícola (hacienda rural catalana) construida en 1885 para ser la residencia de Don Pedro Doménech Grao y Doña María de Vilanova y su familia. Este matrimonio viajó a Cuba para amasar una fortuna, volver, y construirse una casa señorial o palacete (lo que en aquella época se llamaba «hacer las Américas»). Se dedicaron principalmente al comercio de esclavos. A su vuelta en 1875, decidieron establecer el palacio en el término municipal de Olivella, en los terrenos de las anteriores masías de Plana Novella, Les Piques y Corral, las cuales compraron a la familia Raventós.
El señor Doménech amparó sus posesiones bajo el beneficio de la Ley de Colonias de 1868 para así obtener la exención del impuesto de consumo y otros servicios por las familias que habitaban en él. El terreno fue declarado colonia agrícola por Alfonso XII en 1885. Las obras de construcción del palacio terminaron el 29 de octubre de 1890. En 1893 llegó a la colonia agrícola la plaga de la filoxera de la vid, que destruyó todos los viñedos. Este y otros factores provocaron la ruina de los señores de la finca, que se vieron obligados en 1896 a sacarla a subasta pública, y por lo tanto, sólo la disfrutaron un total de seis años. Don Pedro murió poco después y Doña María acabó en una casa de acogida en Villanueva y Geltrú. 
Desde entonces el palacio ha tenido diferentes propietarios que han mantenido sus puertas cerradas, hasta que en 1996 se instaló una comunidad budista que ha restaurado el edificio y lo ha hecho visitable. 

### Como Sakya Tashi Ling

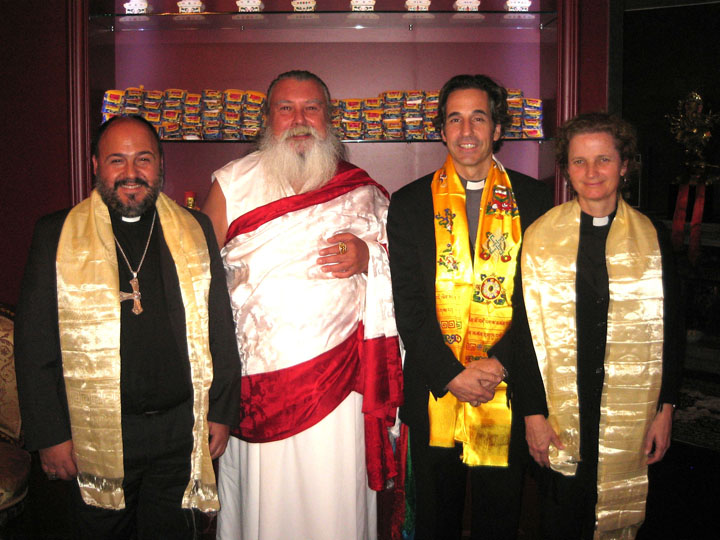
Encuentro interreligioso en 2009. Vestido de blanco, Jamyang Tashi Dorje Rinpoche, acompañado de monjes cristianos

La orden Sakya o Sakyapa es una de las cuatro tradiciones del budismo tibetano. Sakya Tashi Ling es el centro más importante para esta tradición en territorio español, y uno de los más importantes a nivel europeo. Posteriormente crearon dos monasterios más, en Castellón y en Cuzco (Perú), y diversas delegaciones en Manresa, La Paz y Lima. Se trata de un monasterio tipo ngagpa, lo que implica que en él pueden convivir hombres y mujeres sin voto de celibato obligatorio.
Sakya Tashi Ling fue fundada por Jamyang Tashi Dorje Rinpoche (Barcelona, 1951), yogui y maestro Sakya. Fue estudiante de un colegio de escolapios, que posteriormente viajó a India y Nepal para establecer conocer el camino espiritual budista. Al regresar a España decidió dedicarse a la transmisión del budismo, su filosofía y la meditación. Logró reunir el dinero para pagar la entrada de la casa en 1996, y desde entonces, la hipoteca se sufraga con las diferentes actividades que realiza el centro, principalmente las visitas guiadas. Las enseñanzas de Jamyang Tashi Dorje Rinpoche han tenido lugar en varios puntos de Europa y América Latina.

## Edificio
El Palacio Novella es un edificio rural de estilo ecléctico, combinando arquitectura modernista catalana con neogótico. Fue diseñado por el arquitecto Manuel Comas i Thos. Está bordeado por un muro exterior con un fortín y una puerta señorial, que da lugar al patio interior desde el cual se acceden al resto de cámaras. Una fuente y varios parterres vallados coronan el centro del patio, frente a la parte residencial. El ala izquierda de la masía se dedicaba antiguamente a las cocheras (actualmente es una tienda y cafetería), mientras que en el ala derecha se ubicaban las bodegas y una capilla dedicada a la Inmaculada Concepción, la cual sigue prácticamente intacta. En el interior de la casa residencia, encontramos una decoración variada y exuberante. En la sala de baile o de recepciones, se encontró un cuadro de grandes dimensiones que fue identificado como Abisme, de Baldomer Gili, razón por la cual la comunidad Sakya Tashi Ling decidió donarlo al Museo de Arte Jaime Morera (Lérida), donde sería restaurado y expuesto. En el lugar que ocupó el cuadro se ha pintado un enorme mural dedicado a la Tara Blanca. La decoración budista se combina con el art nouveau. La escalera principal vertebra el edificio y tiene rasgos señoriales, como una gran lámpara de cristal colgante estilo araña. Un salón trasero incluye un techo artesonado con madera de nogal americano y paredes revestidas con pieles de elefante. Todos los suelos están decorados con baldosas hidráulicas de motivos geométricos. La residencia incluye dos lavabos de artes muy distintos, el del Sr Pedro, de estilo neogótico, y el de la Sra María, de estilo neoárabe. Debido a que la masía fue construida sin cimentación (directamente sobre el suelo), padece de humedades constantes en paredes y techos.

Fotografías del Palacio Novella
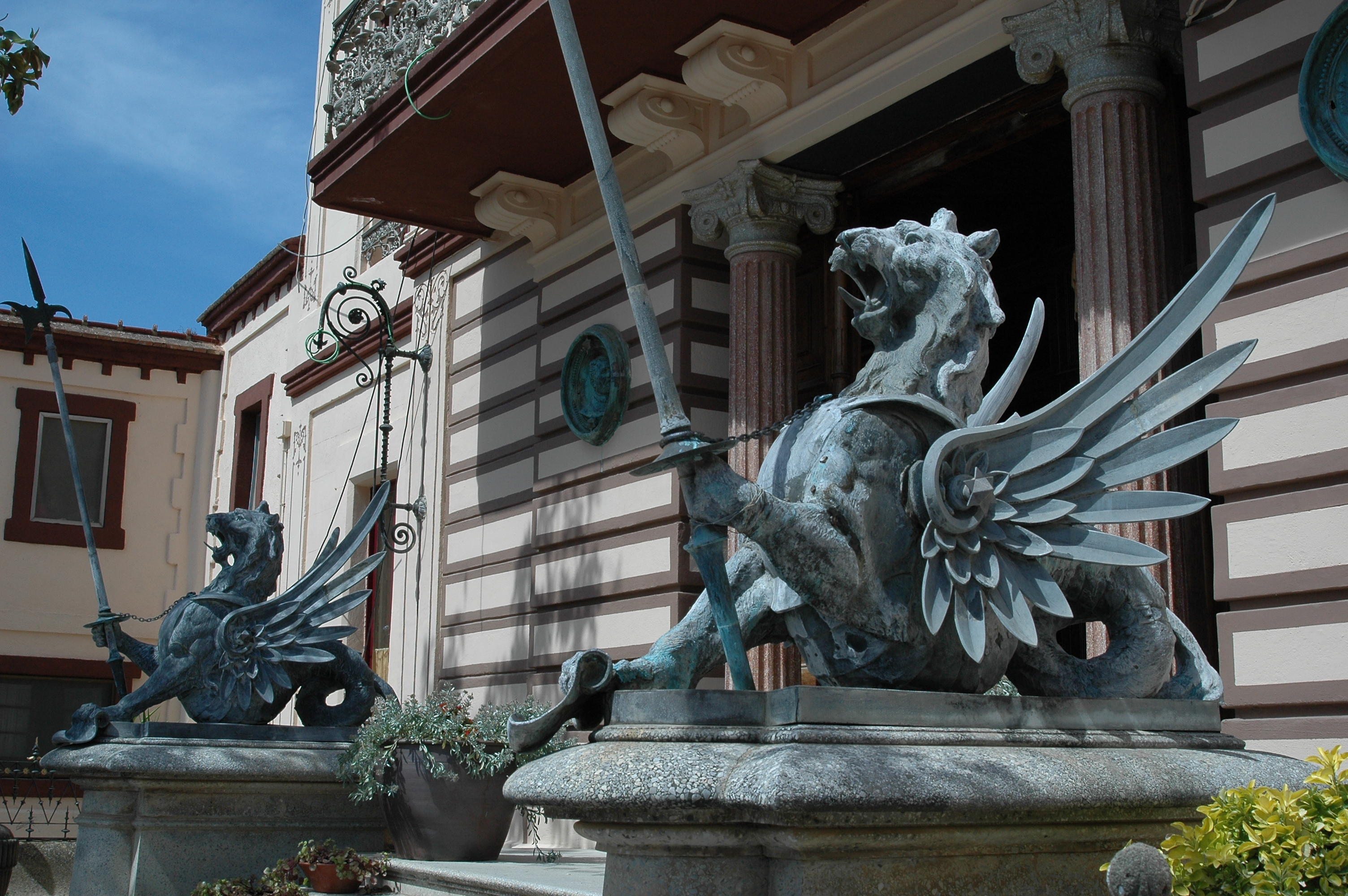
Esculturas de Rafael Atché
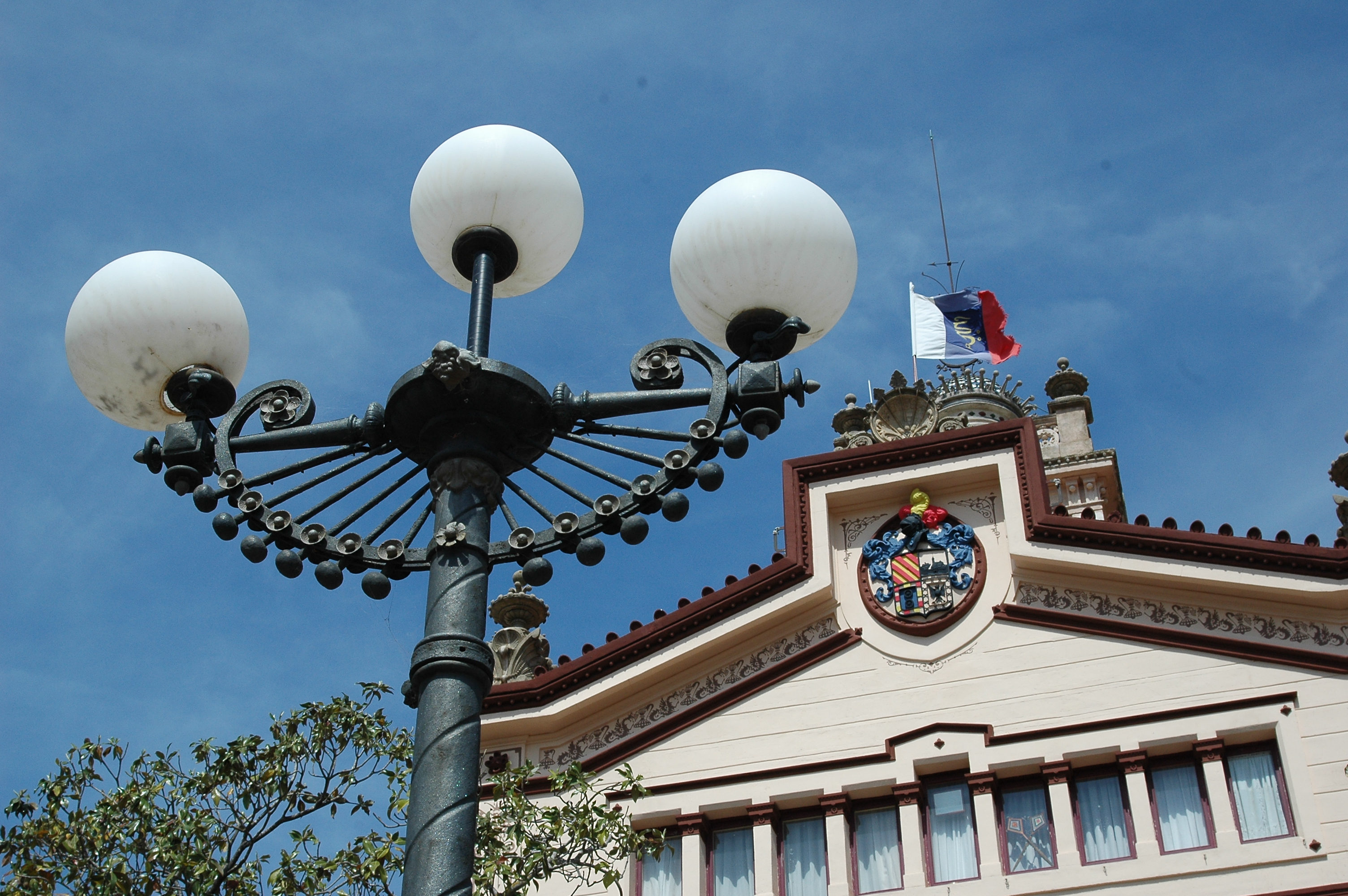
Farola
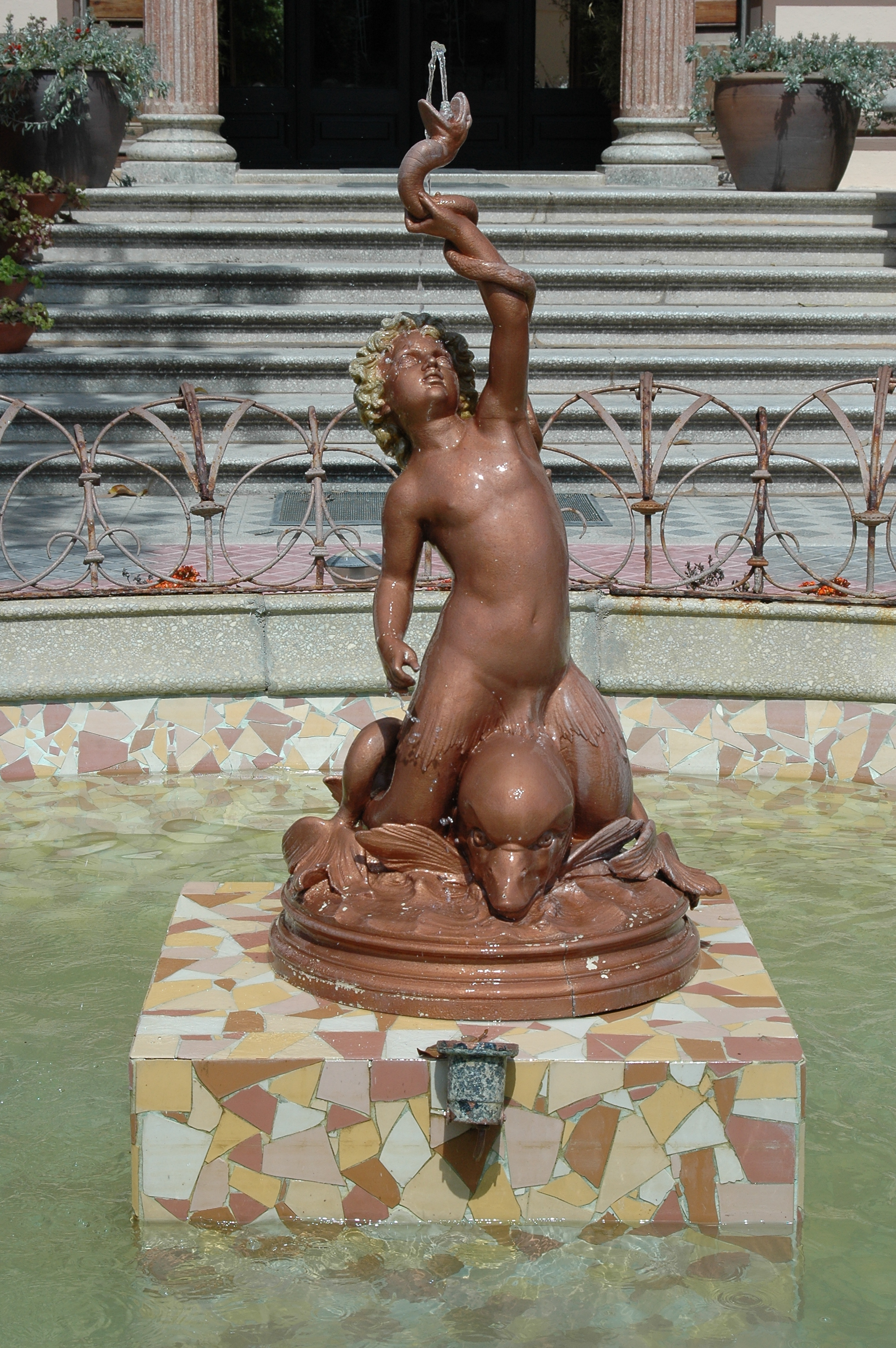
Fuente central del patio
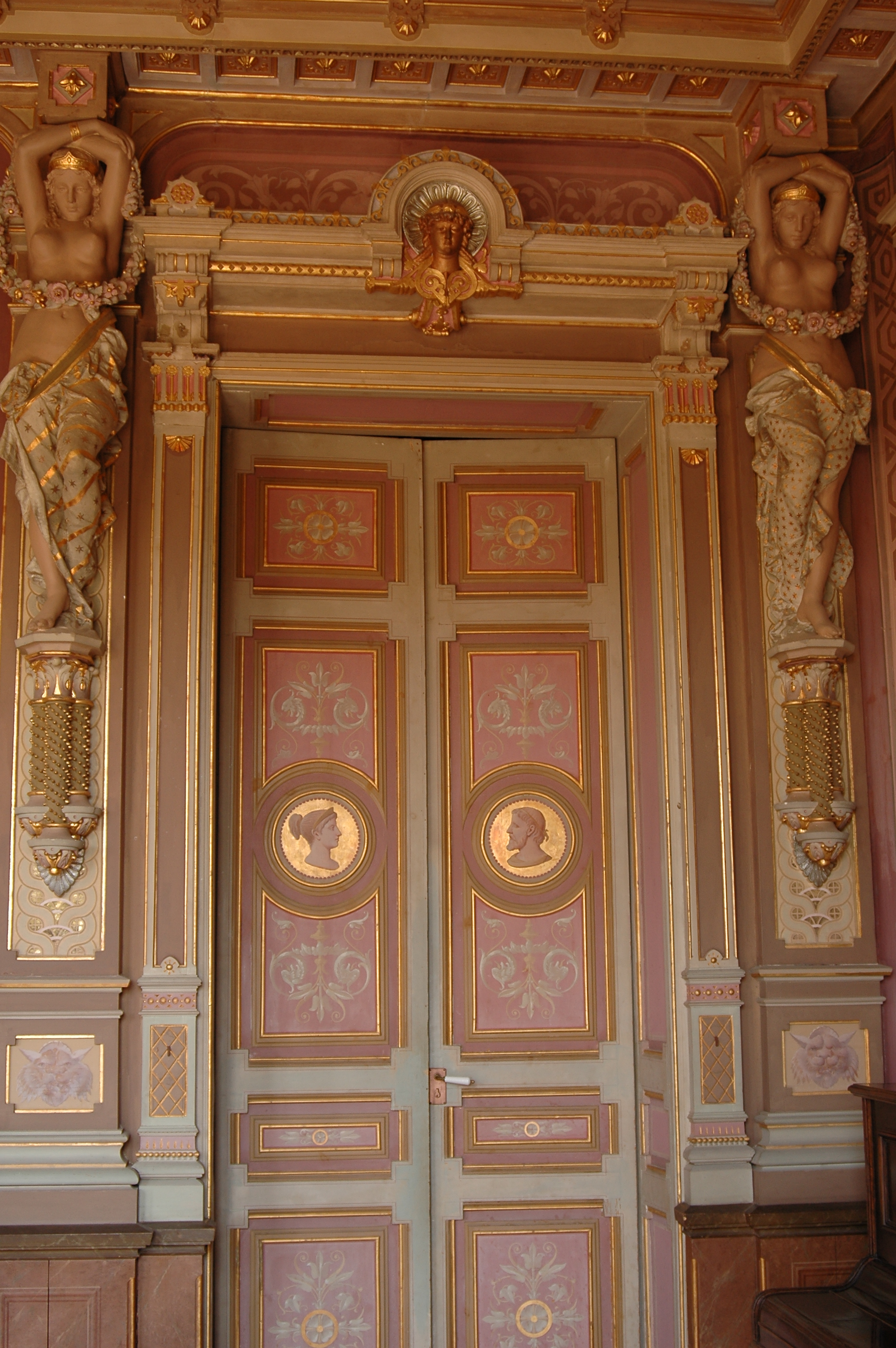
Puerta en el salón principal

## Otras construcciones

### Estupa de la Salud

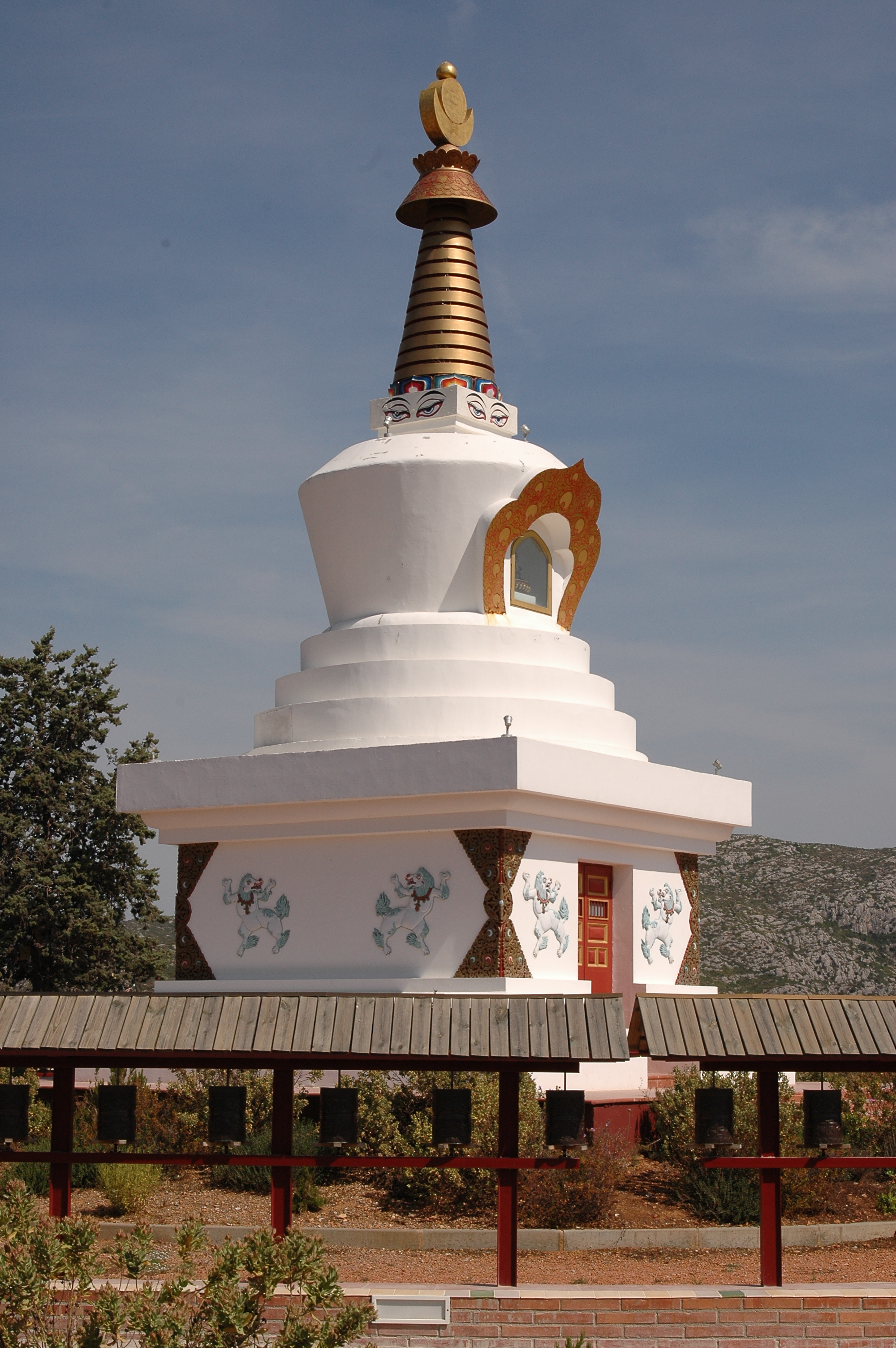
Estupa de la Salud.

La estupa está dedicada a la salud (namgyal). Fue construida en 2004 siguiendo unos criterios religiosos y con determinados materiales para en ella hacer converger un cúmulo de energía positiva. 
Aunque a la estupa se le pueden dar tantas vueltas como uno desee, siempre en sentido horario, se le dan ritualmente tres vueltas. En la primera, uno pide bendiciones y buena salud para uno mismo. En la segunda vuelta, pedimos para los seres queridos, y en la tercera, para todos los seres del universo. El ejercicio debe incluir una atención puesta en el momento presente y se pide desde el estado de compasión y contemplación. Durante las vueltas rituales se pueden o no hacer girar los molinillos de oración. Haciendo esto, los mantras escritos se envían en forma de bendiciones a todo el mundo.
La estupa es de libre acceso. 

### Lago romántico

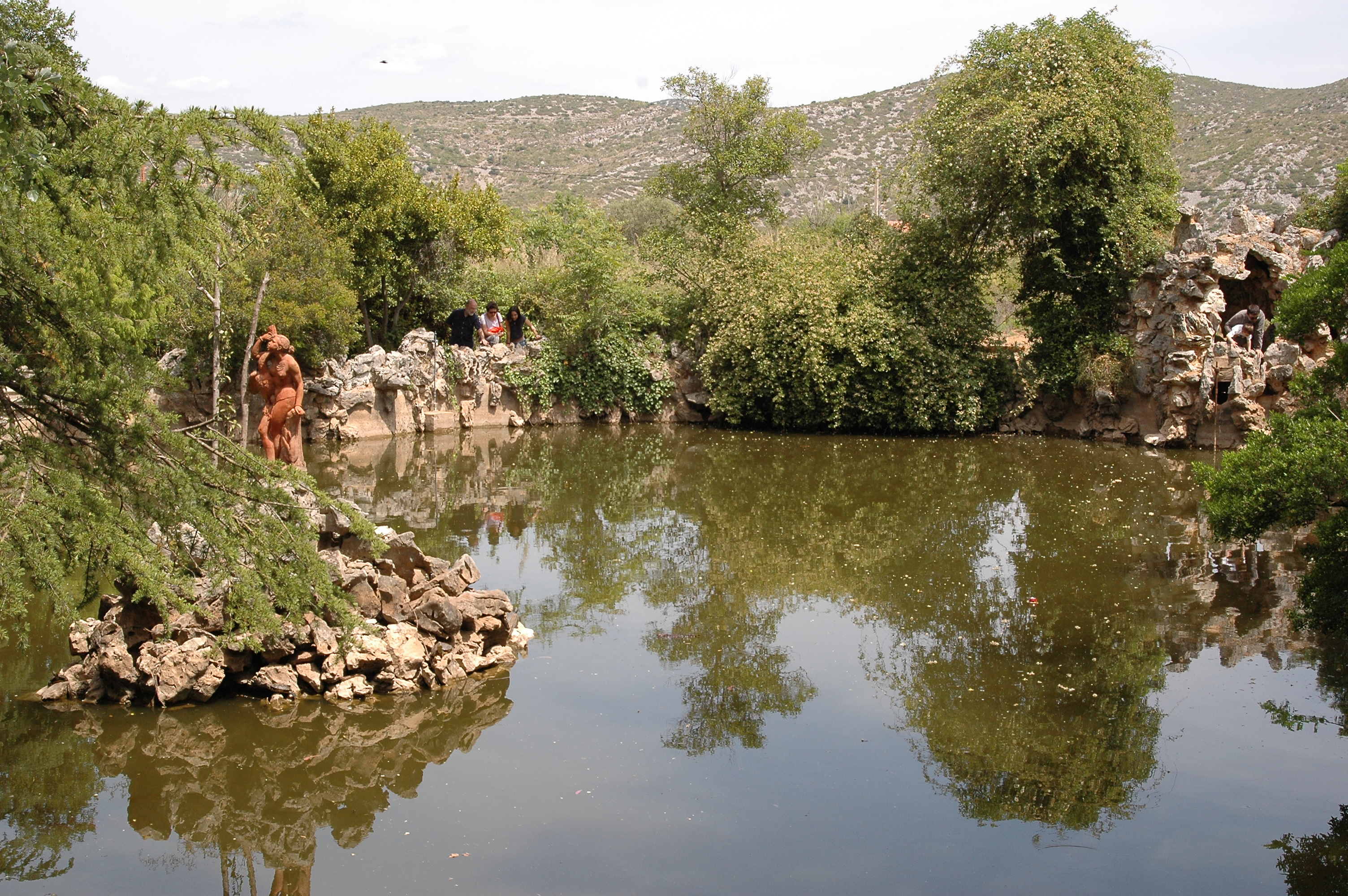
Bosque romántico en 2006.

A pocos metros del monasterio se encuentra una zona boscosa en la que se construyó, ya en el siglo xix, un jardín con lago central, puentes y un islote central. Debido a la sequía, actualmente el lago se encuentra desecado y su entorno abandonado.